# 花粥
花粥（1993年7月21日—），出生于新疆乌鲁木齐，中国民谣歌手。肄業于中南林业科技大学。

## 经历
2012年，她在豆瓣上发表了第一首歌。2018年获得了网易云音乐年度盛典-最受欢迎女音乐人；同年年底签约S.A.G舞台艺术工作组。2019年开始“两碗三百”巡演。

## 获奖
- 网易云音乐年度盛典-最受欢迎女音乐人[4]

## 外部連結
- 花粥的新浪微博